# برج ای‌تی‌اندتی (مینیاپولیس)
برج ای‌تی‌اندتی (انگلیسی: AT&T Tower) آسمان‌خراشی به ارتفاع ۱۴۱ متر در مینیاپولیس واقع در گوشه خیابان مارکت و خیابان نهم جنوبی است. ساختن این برج در سال ۱۹۹۱ تکمیل شد و ۳۴ طبقه دارد.